# Station Aughton Park
Aughton Park is een spoorwegstation in Aughton, Engeland. Het station is gelegen aan de Ormskirk-tak van de Northern Line (Merseyrail).